# 下花園戰鬥
下花園戰鬥發生於1927年10月6－13日，地點則是在中國察南一帶（今张家口市下花园区一帶），是國民革命軍北伐戰爭的戰鬥之一。下花園戰鬥的交戰雙方，一方為國民革命軍，另一方為北洋政府所轄軍隊。

## 參看
- 中華民國北洋政府時期內戰戰鬥列表